# Numarán
Numarán là một đô thị thuộc bang Michoacán, México. Năm 2005, dân số của đô thị này là 9388 người.